# Robert Burrell Frederick Kinglake Goldsmith
Robert Burrell Frederick Kinglake Goldsmith, britanski general, * 1907, † 1995.